# Symphonie no 2 de Gouvy
Pour les articles homonymes, voir Symphonie no 2.
La symphonie no 2 en fa majeur, opus 12, a été composée par Théodore Gouvy durant l'année 1848 et fut son œuvre symphonique la plus jouée de son vivant.

## Histoire
La symphonie est créée à Paris le 16 avril 1849 par l’Orchestre de la Société de l’Union musicale sous la direction de Louis Manéra, salle Sainte Cécile à Paris. La première allemande a lieu à Leipzig lors d'un concert en abonnement du Gewandhaus, le 24 janvier 1850, sous la direction du compositeur. 
Elle a été jouée à maintes reprises entre 1848 et 1878 : plusieurs fois à Paris dirigée notamment par François Seghers, Jules Pasdeloup et Charles Lamoureux (qui la dirige aussi à Londres). Elle est également jouée à Cologne, Vienne (sous la direction d'Anton Rubinstein), Amsterdam, Mannheim, Dresde, Brême, Bonn. Elle disparaît des programmes des salles de concerts dans les années 1890.

## Structure
La symphonie comprend quatre mouvements :
1. Introduction. Allegro
2. Scherzo. Allegro assai
3. Andante con moto
4. Finale. Allegro con fuoco.

## Analyse
- Le 1er mouvement, Allegro en 6/8, a la forme sonate (introduction, exposition, développement, réexposition, coda). Les quintes sont très "beethoveniennes".
- Le second mouvement est un scherzo en 2/4 avec un premier thème sur une danse populaire puis un second thème confié aux cors, repris par les bois, les premiers violons enfin les violoncelles. Le reprise du scherzo est écourté d'un tiers.
- Le troisième mouvement, un Andante con moto, est « un modèle de clarté et de raffinement sonore »[2]. Le premier thème, une berceuse, connaît quatre départs sur sa première phrase qui utilisent chaque fois une instrumentation différente, avant que le thème soit entièrement exposé. Le second thème également lyrique est d'abord exposé par le hautbois et l'alto puis est développé. Après une transition constituée d'une base sonore formée par toutes les cordes, les violoncelles reprennent le premier thème en Ré majeur. Le mouvement s'achève dans un pianissimo à l'orchestration très raffinée.
- Le finale est un allegro con fuoco, de forme rondo, commençant par une tarentelle « d'une frénésie saltatoire digne de la symphonie italienne de Mendelssohn »[3] suivie d'un second thème plus apaisé. Les deux alternent, repris dans des tonalités différentes.

## Discographie
- Württembergische Philharmonie, direction Thomas Kalb, Sterling Records, SWR - CDS 1087-2 (sur le même disque, Fantaisie symphonique ; Paraphrases symphoniques op. 89)
- Deutsche Radio Philharmonie Saarbrücken Kaiserslautern, direction Jacques Mercier, CPO 777 379-2 (sur le même disque, Symphonie N° 1, op. 9)